# Арипов, Тахир Фатыхович
Тахир Фатыхович Арипов (узб. Tohir Fotihovich Oripov; род. 7 сентября 1945, Ташкент) — узбекский ученый в области биофизики, организатор науки и общественный деятель, президент Академии наук Республики Узбекистан в 2005—2006 годах, академик Академии наук Узбекистана, доктор биологических наук.

## Биография
Родился 7 сентября 1945 года в Ташкенте.
В 1970 году окончил Ташкентский государственный университет.
Начал трудовую деятельность в качестве заведующего лабораторией института биоорганической химии Академии наук Узбекистана.
С 1992 по 1993 работал председателем высшей аттестационной комиссии при Кабинете министров, затем государственным советником президента Республики Узбекистан.
С 1997 года является вице-президентом Академии наук Республики Узбекистан.

## Научные работы
Автор более 100 научных трудов, в том числе 12 изобретений.
Его основные научные работы — биоспектроскопия взаимодействия белков с биомембранами и изучение механизма взаимодействия цитотоксинов с моделями биологических мембран.

## Награды
- В 2003 году награждён орденом «Мехнат шухрати»[2].
- Орден «Дустлик» (24 августа 2024 года) — за достижение высоких результатов в повышении интеллектуального и духовного потенциала нашего народа, развитии сфер образования, здравоохранения, литературы, культуры, искусства и средств массовой информации, большой вклад в обеспечение прогресса страны, укрепление мира, согласия и социальной стабильности в обществе, воспитание здорового и гармонично развитого молодого поколения в духе благородных идеалов, а также активную общественную деятельность[3].